# Денисов, Игорь Николаевич (футболист)
Игорь Николаевич Денисов (18 сентября 1971) — азербайджанский и российский футболист, защитник и полузащитник.

## Биография
В первых сезонах после распада СССР выступал за азербайджанские клубы «Азери» (Баку) и «Ниджат» (Маштага), провёл 20 матчей в высшем дивизионе Азербайджана.
Осенью 1994 года играл во второй лиге Украины за клуб «Медита» (Шахтёрск).
С 1995 года до конца карьеры выступал в России, преимущественно за любительские команды. На профессиональном уровне играл в 1997 году за «Спартак-Братский» в третьей лиге, в 2000—2001 годы за «Спартак-Кавказтрансгаз», «Локомотив» (Лиски) и «Кривичи» (Великие Луки) во втором дивизионе.
В настоящее время являются священнослужителем РПЦ, настоятель храма святителя Митрофана Воронежского.